# クリシュナ意識国際協会

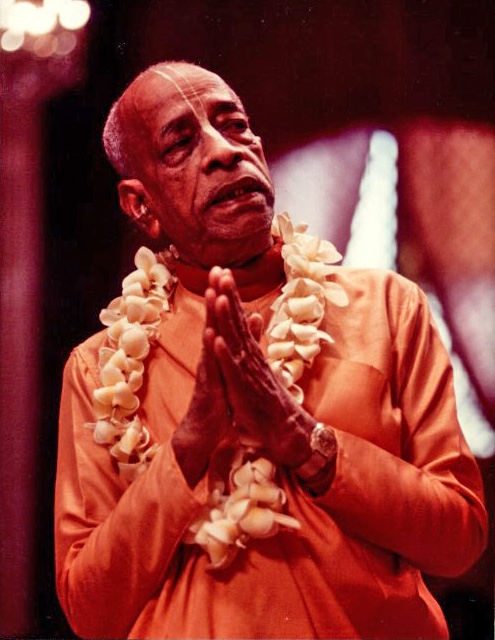
ISKCON設立者A・C・バクティヴェーダンタ・スワミ・プラブパーダ

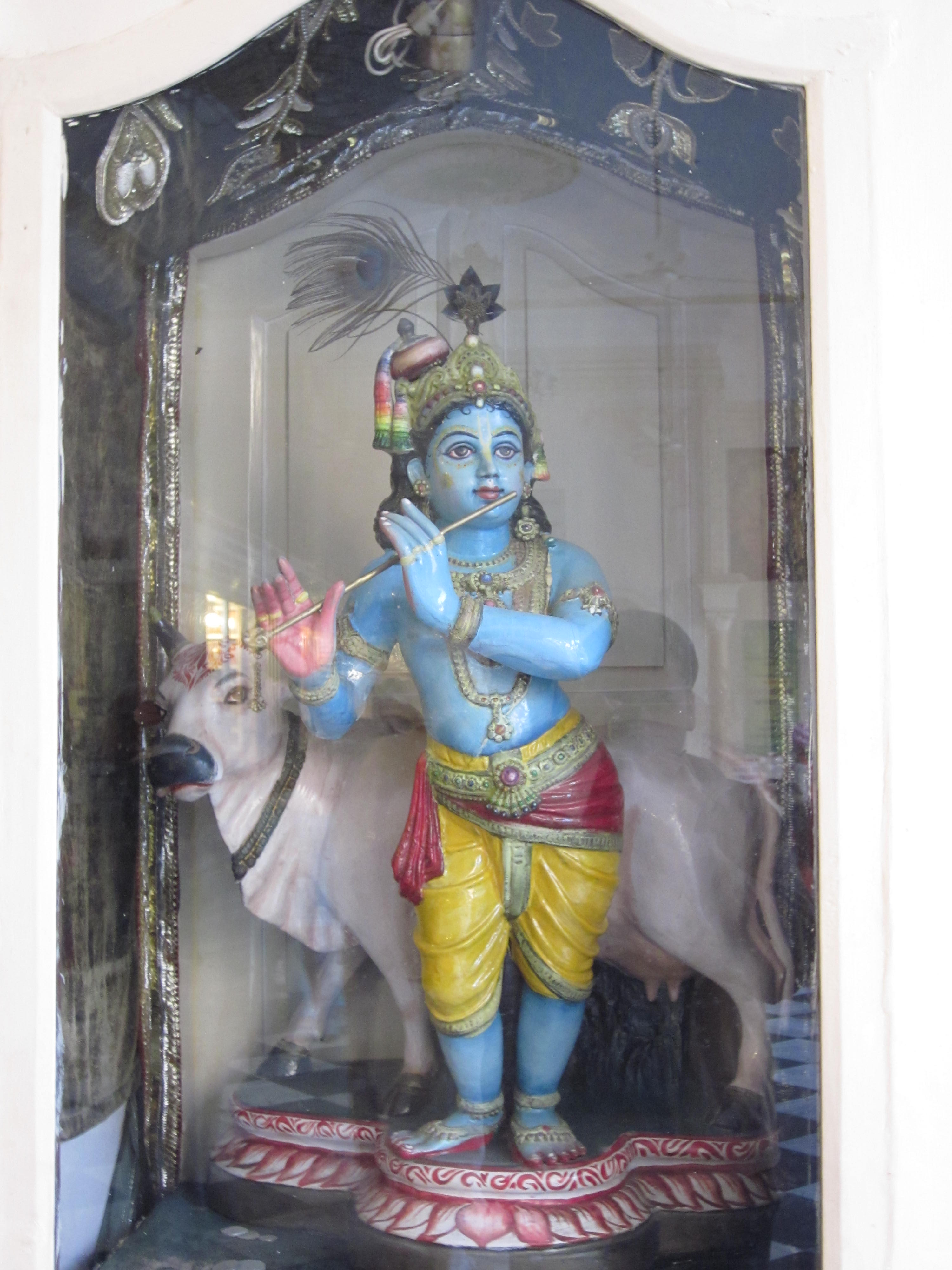
クリシュナの像

クリシュナ意識国際協会（International Society for Krishna Consciousness, 略称：ISKCONイスコン）とは、クリシュナを愛するガウディーヤ・ヴァイシュナヴァ（英語: Gaudiya Vaishnavism）のインド人宗教家A・C・バクティヴェーダンタ・スワミ・プラブパーダが、世界布教のために立ち上げた歴史の新しい宗教団体である。
ハレー・クリシュナ運動(Hare Krishna movement)とも呼ばれる。
ヴァイシュナヴァとは、ヴィシュヌの信徒、奉仕者(devotees)を指している。ブラフマー、シヴァ、ラクシュミー、クマーラ（クマーラとはブラフマーが生んだ4人の兄弟をいう。）といった、4つの師弟継承がある。これら4つの流れの信徒を「サンプラダーヤ ヴァイシュナヴァ＝ヴィシュヌからの師弟継承」という意味で総称する。
ゴウディヤ・ヴァイシュナヴァとは、ブラフマーの流れから師弟継承され、約500年前にベンガル地方で降誕した主チャイタンニャ（ゴウラスンダラとも呼ばれている。）の流れの信徒を言う。
神を讃えるマハー・マントラは「ハレー・クリシュナ・ハレー・クリシュナ・クリシュナ・クリシュナ・ハレー・ハレー・ハレー・ラーマ・ハレー・ラーマ・ラーマ・ラーマ・ハレー・ハレー」（英：Hare Krishna (Maha mantra)）と唱える「ハレー・クリシュナ・マントラ」であり、主チャイタンニャ（教典ではカリ・ユガに現れる神の化身であると言われている）の「サンキールタン運動」として知られている。
プラブパーダはインドからアメリカ合衆国に渡り、この団体を作り上げた。布教先は現在世界中に及んでおり、『バガヴァッド・ギーター』のプラブパーダの解説付き訳書『バガヴァッド・ギーター あるがままの詩』も世界中で刊行されている。

## 信仰と戒律
クリシュナを最高人格主神として認め、『バガヴァッド・ギーター』と『バーガヴァタ・プラーナ』（『シュリーマド・バーガヴァタム』）を中心にグル（正統な師弟継承されている教師）を通してヴェーダ文献を学ぶ。ヴェーダや他の教典の記述を「歴史的事実」とする。
入門した信徒の戒律（命令されるのではなく自発的に行うことという形式を取る）は、
1. 不正な性行為をしてはならない。（結婚してからの性行為は認められている。devoteeになるとクリシュナに良い子供を授けていただくために1ヶ月に1度という制約がある。理由のひとつとして、結婚制度を無視した同棲は、望まない子供を授かることになり、望まれずに生まれた子供は親や社会を恨み、凶悪な犯罪を行うといったことが挙げられる。）[9]
2. ギャンブルをしてはならない。（理由のひとつとして、賭け事は大きな金額が一瞬のうちに手に入ったり失ったりする。そのことによって無用な争いを生み、殺し合いを始めるからである。）[10]
3. 陶酔物を摂取してはならない。（酒、たばこ、ドラッグを指しているが、カフェイン入りのお茶、コーヒーも含める。ノンカフェインのお茶やコーヒーなら可能。理由のひとつとして、カフェインの摂取は、舌の感覚を麻痺させる。舌の感覚が麻痺したままだと、要らぬ言葉を発して争いを生むからである。）[11]
4. 肉食をしてはならない。（肉、魚、卵を指している）。厳格にはたまねぎやニラ、にんにくもいけない。（『バガヴァッド・ギーター』第9章26節）[12]

※　その他、1日に1周が108個で出来ている数珠を1個ずつ「ハレー・クリシュナ・マントラ」を唱え、それを16周唱えることとしている。
プラブパーダは進化論を否定し、チャールズ・ダーウィンを愚か者、と教典『シュリーマド・バーガヴァタム』第4篇第29章42～44節の解説に書いている。人間として生まれてきたことを幸運に思い、現在の肉体と魂は別であるということを徹底して理解し、「クリシュナ意識」になること、神を愛するということを実践しなければ、輪廻転生は必須となり、次の生が犬や豚、あるいは更なる下等生物になってしまうと教典から指し示している。約5,000年前に書かれたとする教典『シュリーマド・バーガヴァタム』は、『旧約聖書』と一致し、人類の寿命がだんだん短くなっていることが確認される。
他宗教に対しては融和的であり、その価値を認めているが、神を愛することが前提であると説いている。神を愛するということは、「汝殺すことなかれ」の意味を取り違えてはいけないとも述べている。
ビートルズがインド音楽やインドそのもの（マハリシやそのほかグルやマハラージと呼ばれるインド人たち）に傾倒した際、ジョン・レノンやジョージ・ハリスンはプラブパーダと接触した。そしてジョージ・ハリスンは出版のために資金援助を行い、『主バガヴァーン クリシュナ』のまえがきで「神は無限です。神は多くの名をお持ちです。アラー、ブッダ、エホバ、ラーマ、全てがクリシュナです。全ては一つです」と書いている。更にプラブパーダは、イエス・キリストをクリシュナの息子であり、ヴァイシュナヴァであると法話の中で語っている。

## 食生活
クリシュナ意識国際協会では菜食主義が実践される。ただし、信徒は、ベジタリアンではなく、クリシュナが許可したものを食べるので、「クリシュニアン」(Krishnian)であると自称している。プラブパーダは、人間は動物を食べる存在として創造されたのではない、とも述べている。

## カルト・セクト指定
- ベルギー議会調査委員会(1997) [18]

## 参考リンク
- vedabase.io/ プラブパーダ著作物サイト=https://vedabase.io/
- キリストとクリシュナ=http://www.krishna.com/christ-our-guru
- 主クリシュナの友（画像は子供向けのニュースレター。一般人向けに印刷されたニュースレターもある。）=